# ZNF593
ZNF593 (англ. Zinc finger protein 593) – білок, який кодується однойменним геном, розташованим у людей на короткому плечі 1-ї хромосоми.  Довжина поліпептидного ланцюга білка становить 134 амінокислот, а молекулярна маса — 15 199.
| 10         |  | 20         |  | 30         |  | 40         |  | 50         |
| ---------- |  | ---------- |  | ---------- |  | ---------- |  | ---------- |
| MGRSRRTGAH |  | RAHSLARQMK |  | AKRRRPDLDE |  | IHRELRPQGS |  | ARPQPDPNAE |
| FDPDLPGGGL |  | HRCLACARYF |  | IDSTNLKTHF |  | RSKDHKKRLK |  | QLSVEPYSQE |
| EAERAAGMGS |  | YVPPRRLAVP |  | TEVSTEVPEM |  | DTST       |  |            |

A: Аланін

C: Цистеїн

D: Аспарагінова кислота

E: Глутамінова кислота

F: Фенілаланін

G: Гліцин

H: Гістидин

I: Ізолейцин

K: Лізин

L: Лейцин

M: Метіонін

N: Аспарагін

P: Пролін

Q: Глутамін

R: Аргінін

S: Серин

T: Треонін

V: Валін

Задіяний у таких біологічних процесах як транскрипція, регуляція транскрипції, поліморфізм. 
Білок має сайт для зв'язування з іонами металів, іоном цинку, ДНК. 
Локалізований у ядрі.